# Australian Stock Exchange
Australian Stock Exchange este o bursă din Australia, care a fost formată în anul 1987 prin fuziunea a 6 burse care funcționau în capitalele celor 6 state care compun Australia. Fiecare din acestea au o istorie care începe din secolul 19.
În iulie 2006, fuziunea dintre Australian Stock Exchange și Sydney Futures Exchange a dus la formarea Australian Securities Exchange.